# Arthur James Cook
Arthur James Cook, född 22 november 1883, död 2 november 1931, var en brittisk fackföreningsledare.
Cook blev generalsekreterare för gruvarbetarnas fackförbund 1924, och intog en ledande ställning vid kol- och storstrejken 1926. Han tillhörde de radikalare personerna inom fackföreningsrörelsen.